# Le Fils d'Astérix
Le Fils d'Astérix est le vingt-septième album de la bande dessinée Astérix, publié en 1983, scénarisé et dessiné par Albert Uderzo.

## Résumé
Un matin, Astérix a la surprise de trouver un bébé devant sa porte. Étonné, le héros s'organise, avec l'aide d'Obélix  qui va chercher une vache chez le paysan Déboitemenduménix pour fournir du lait à l'enfant, pendant qu'Astérix met Abraracourcix, Assurancetourix et Panoramix au courant de la situation.
Or Obélix a étourdiment confectionné un biberon avec une gourde contenant de la potion magique, que le bébé a bue. Le résultat ne se fait pas attendre : l'enfant joue au hochet avec la vache qu'il fait tournoyer au-dessus de lui en la tenant par la queue, puis inflige un coup de poing à Bonemine en train d'échanger des commérages avec les autres dames du village gaulois, au sujet de l'éventuelle paternité d'Astérix.
À la recherche des parents, Astérix et Obélix croisent le préfet des Gaules Julius Épinedecactus et sa troupe, en train d'effectuer un recensement – un prétexte pour trouver et capturer le bébé –, puis ils vont enquêter dans les camps romains entourant le village. Un centurion leur révèle qu'Épinedecactus est aussi à la recherche de l'enfant. Les Gaulois retrouvent la troupe de Romains, mais Épinedecactus est déjà parti à Condate. Le légionnaire Taxensus essaie en vain de s'emparer du bébé, qui, le prenant pour un hochet, le fait tournoyer et le jette à terre.
À Condate, le préfet Épinedecactus retrouve Brutus, fils adoptif de Jules César — qui s'avère être le commanditaire de l'enlèvement. Au village, l'enfant s'enfuit en brisant les portes des maisons, jusqu'à ce que la potion magique n'agisse plus. À bout de nerfs, Astérix et Obélix se disputent. Dans un moment d'inattention, le bébé s'enfuit à nouveau et tombe dans une marmite de potion magique chez le druide Panoramix, retrouvant ainsi une force surhumaine.
Entre-temps, Brutus et Épinedecactus construisent un nouveau camp romain près du village et envoient le légionnaire Taxensus enlever le bébé. Déguisé en colporteur de hochets sous le nom de Taxesurléprix, il s'introduit auprès d'Astérix et Obélix, mais, par jeu, l'enfant s'attaque à nouveau à lui : Taxensus s'enfuit, abandonnant perruque et fausse moustache. Les Gaulois réalisent alors que le bébé doit être protégé des Romains.
Brutus charge alors le préfet Épinedecactus, travesti en nourrice gauloise sous le nom de Rosaépine, de récupérer l'enfant. Astérix, bien que méfiant, accepte la fausse nourrice. Mais le bébé assène des coups à cette dernière tentant de le calmer avec des chants militaires qui importunent les villageois. En forêt, Épinedecactus essaie encore d'enlever l'enfant qui s'en prend de nouveau à lui : abandonnant la partie, le légionnaire rentre au camp romain rejoindre Brutus. Astérix et Obélix retrouvent le bébé au pied d'un arbre, et comprennent que la nourrice n'était qu'un nouvel  émissaire des Romains pour enlever l'enfant.
Excédé par tous ces échecs, Brutus veut employer les grand moyens : il envoie le préfet Épinedecactus brûler le village à coup de flèches enflammées. L'incendie ne fait aucune victime : après avoir bu la potion magique, les Gaulois attaquent les Romains, pendant que femmes et enfants, dont le bébé confié à Bonemine, se réfugient sur la plage. Brutus les y trouve et leur enlève l'enfant, chez qui l'effet de la potion magique vient de cesser. Il l'emmène à bord du navire des pirates, en route pour Brivates Portus.
Épinedecactus révèle à Astérix que c'est Brutus qui a déclenché l'attaque. Le héros retrouve Bonemine, désolée d'avoir perdu l'enfant. Astérix et Obélix nagent jusqu'au bateau des pirates — qui, terrorisés, plongent dans la mer à leur vue —, assomment Brutus et récupèrent le bébé sain et sauf.
De retour sur la plage, ils voient arriver Jules César en personne, informé des manigances de Brutus. Mais c'est Cléopâtre, reine d'Égypte, qui, en grande pompe, révèle la vérité à tous : le bébé est Césarion, fils de Jules César et d'elle-même, qu'elle a fait mettre en sécurité chez les Gaulois, parce que Brutus tentait de se débarrasser de lui, pour être le seul héritier des biens et de la fortune du Dictateur.
César renvoie Brutus en Germanie et Astérix et Obélix rendent l'enfant à ses parents. Pour remercier les Gaulois d'avoir protégé Césarion, l'Imperator, magnanime, leur promet de reconstruire leur village incendié, et Cléopâtre leur offre le banquet final sur sa galère, auquel, pour la première fois, participe Jules César.

## Personnages principaux
- Les habitants du village gaulois, dont : 
  - Astérix, guerrier,
  - Obélix, livreur de menhir,
  - Idéfix, chien d'Obélix,
  - Ordralphabétix, poissonnier,
  - Agecanonix, vieillard,
  - Cétautomatix, forgeron,
  - Abraracourcix, chef du village,
  - Assurancetourix, barde,
  - Panoramix, druide,
  - Bonemine, épouse d'Abraracourcix,
  - Déboitemenduménix, paysan, éleveur de vaches, collectionneur de menhirs,
  - Bellodalix, gardien de l'entrée du village,
  - épouse de Cétautomatix,
  - épouse d'Agecanonix,
  - Iélosubmarine, poissonnière, épouse d'Ordralphabétix,
- Césarion, futur Ptolémée XVI, bébé, fils de Jules César et Cléopâtre ;
- Julius Épinedecactus, préfet des Gaules, se faisant passer pour une nourrice gauloise nommée Rosaépine ;
- Taxensus, légionnaire romain, se faisant passer pour un colporteur gaulois nommé Taxesurléprix ;
- Marcus Junius Brutus, fils adoptif de César ;
- Les pirates, dont : 
  - Barbe-Rouge (non nommé), chef des pirates,
  - Triple-Patte (non nommé), pirate unijambiste disant des citations latines,
  - Baba (non nommé), vigie des pirates,
- Jules César, imperator romain,
- Cléopâtre, reine d'Égypte.

## Analyse

### Personnages

#### Césarion

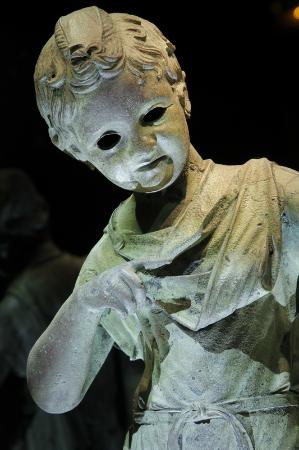
Statue en bronze, effigie présumée de Césarion. Musée de l'Éphèbe, Le Cap d'Agde.

Comme ses parents Jules César et Cléopâtre, le personnage de Césarion, futur Ptolémée XVI, a réellement existé : il s'agit de Ptolémée XV Philopator Philometor Caesar (en grec ancien : Πτολεμαῖος ΙΕʹ Φιλοπάτωρ Φιλομήτωρ Καῖσαρ (Ptolemaĩos XV Philopátōr Philomḗtōr Kaĩsar), en latin Ptolemaeus XV), dit « Césarion » (en grec ancien Καισαρίων (Kaisaríōn), en latin Caesariō : littéralement « petit César »).
Né vers 47 avant notre ère, il gouverne l'Égypte avec sa mère Cléopâtre. Il sera assassiné très jeune (17 ans) en -30 sur ordre d'Octave, futur premier empereur de Rome Auguste : Césarion apparaît comme le seul fils biologique de César (Octave est son petit-neveu et fils adoptif), et constitue donc un dangereux rival politique. Cette rivalité rappelle le cas de Brutus de l'album, qui cherche à se débarrasser de Césarion pour être le seul héritier des biens et de la fortune de César. 
Ptolémée XV Césarion sera le dernier pharaon d'Égypte : avec lui, disparaîtra la dynastie lagide, dernière dynastie pharaonique fondée 300 ans plus tôt, l'Égypte étant ensuite directement administrée par Rome.
Césarion n'était pas né dans l'album Astérix et Cléopâtre : sa naissance se situe donc entre le 7e et ce 27e album.
Dans l'album, le bébé Césarion rappelle Obélix quand ce dernier, petit, était tombé dans la marmite de potion magique. Comme Idéfix, l'enfant adore dormir aux pieds des arbres.
C'est Cléopâtre qui a fait envoyer Césarion chez Astérix, mais on ignore qui a déposé le bébé devant la porte du Gaulois.
On retrouvera Césarion sur la dernière page de l'album L'Anniversaire d'Astérix et Obélix - Le Livre d'or.

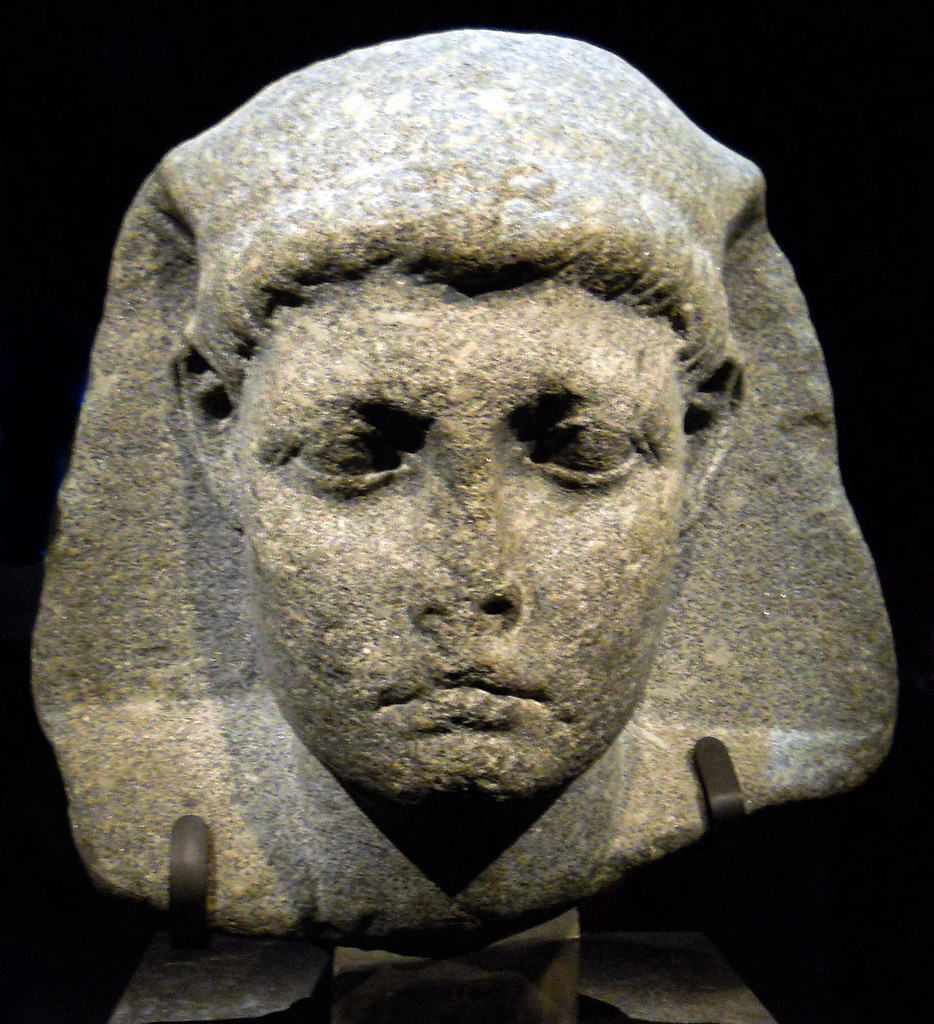
Tête de granit de Césarion portant le némès, découverte par Franck Goddio en 1997 dans le port d'Alexandrie.
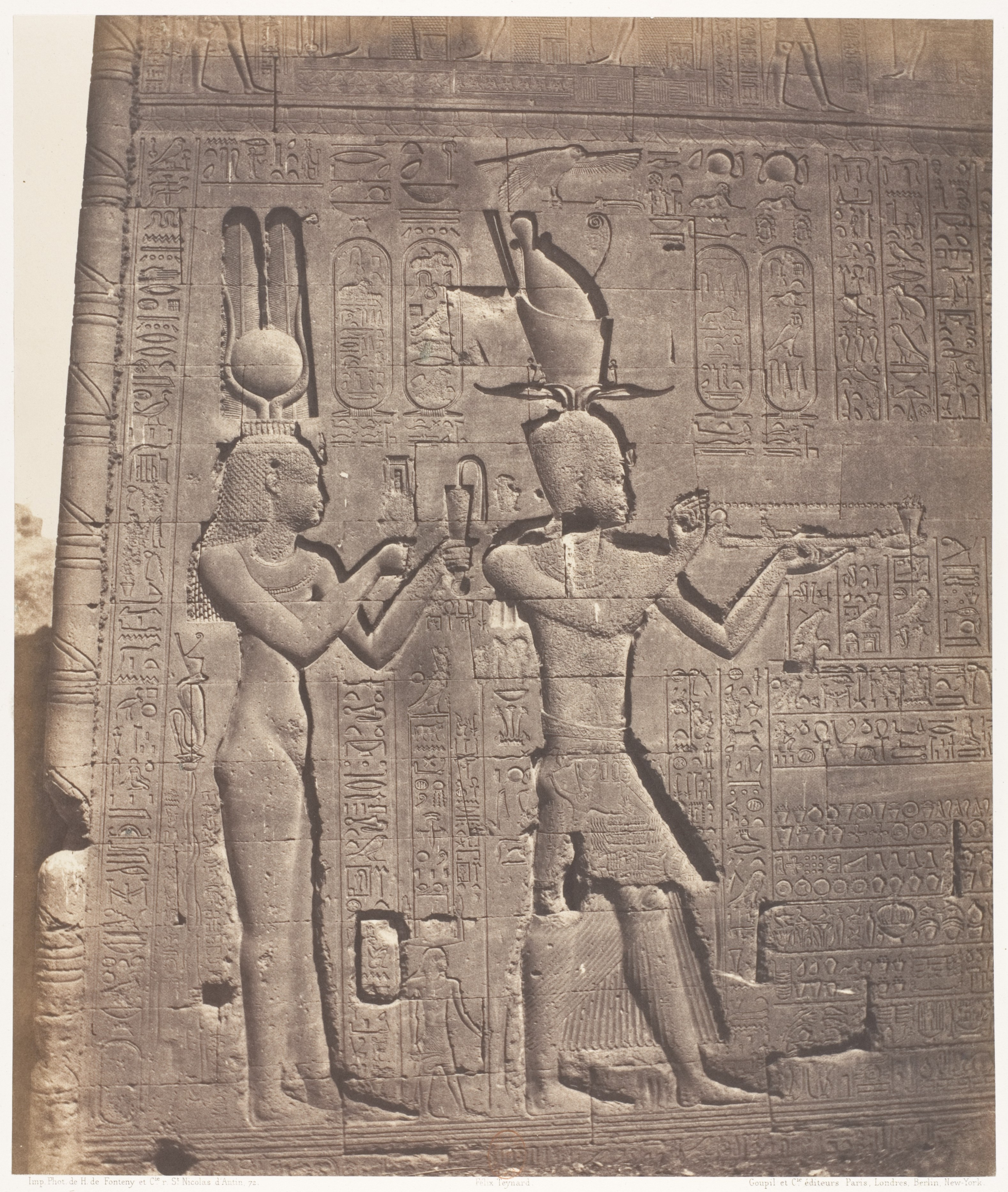
Ptolémée XV devant sa mère Cléopâtre VII (Dendérah).

#### Cléopâtre
C'est la seconde apparition de Cléopâtre, soit 18 ans (et 21 albums) après la première dans Astérix et Cléopâtre. Elle réapparaîtra encore dans La Galère d'Obélix et L'Anniversaire d'Astérix et Obélix - Le Livre d'or.
Cléopâtre est physiquement légèrement différente de celle de Astérix et Cléopâtre :  le teint plus clair, et son long nez pointu est ici plus court et retroussé.

#### Brutus

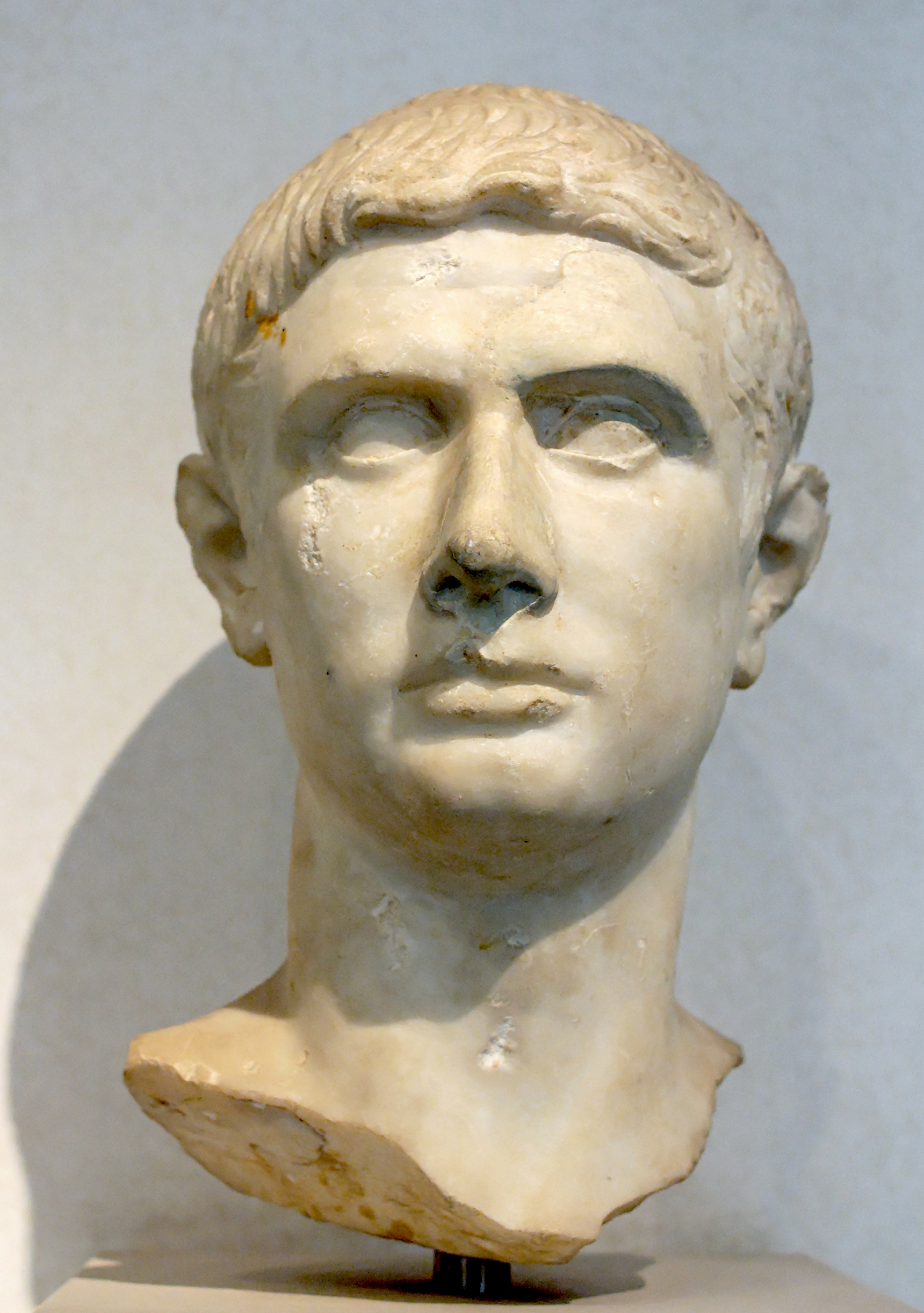
Buste en marbre de Marcus Junius Brutus.

Déjà croisé dans Astérix gladiateur, La Zizanie et Le Devin, où il était un personnage secondaire et/ou figurant, Brutus devient ici le principal antagoniste de l'album, au détriment même de Jules César qui, pour une fois, a le beau rôle.
On retrouvera aussi Brutus dans l'album La Fille de Vercingétorix.
Brutus a les traits de l'acteur Tony Curtis, bien que son visage soit un peu différent de ce à quoi il ressemblait précédemment.

#### Autres personnages
Le préfet des Gaules, Julius Épinedecactus, a les traits de l'acteur Jack Lemmon, Brutus ceux de Tony Curtis. Avec le travestisme du préfet, ce sont des clins d'œil au film Certains l'aiment chaud, dont Lemmon et Curtis sont les vedettes.
Bonemine, malgré ses commérages sur Astérix au début de l'album, gagne en humanité, touchante à la fin par son attachement à l'enfant.

### Scénario et humour
Planche 15, case 4 : « On dit qui n'y a qu'les cailloux qui poussent, alors autant faire voir qu'c'est point d'la légende ! », dit Déboitemenduménix : c'est une allusion aux alignements de menhirs de Carnac, et c'est la deuxième explication de Carnac donnée dans Astérix, après celle d'Astérix en Hispanie.
Lorsque le légionnaire Taxensus raconte : « Chaque fois qu'il me voit, c'est une idée fixe, il me prend pour un hochet », les mots « idée fixe » renvoient phonétiquement au chien Idéfix.
Planche 41 case 2 : le pirate Barbe-Rouge fait allusion à une certaine Barbara de Brest à qui il veut rendre visite : c'est une référence au poème Barbara de Jacques Prévert dont l'action se passe à Brest. Lorsqu'il abandonne le navire, la vigie Baba fredonne le poème Barbara de Prévert.
La fin de l'histoire est d'une originalité déconcertante :
- Jules César a le beau rôle : il punit Brutus, le vrai méchant de l'histoire, et, magnanime, pour remercier les Gaulois d'avoir protégé Césarion, il leur promet de reconstruire leur village incendié, qu'il voulait pourtant raser auparavant afin de les soumettre.
- Cléopâtre en personne arrive au village gaulois ; or la vraie Cléopâtre n'a vraisemblablement jamais mis les pieds en Gaule.
- Le banquet final constitue aussi une originalité : il a lieu ailleurs qu'au village, sur la galère de Cléopâtre, et c'est la première fois que Jules César en personne y participe, et en ami.

### Chansons
- Un florilège de chants martiaux accompagne l'intrigue, chantés par Julius Épinedecactus déguisé en nourrice Rosaépine :
  - Tiens, voilà du boudin, voilà du boudin, voilà du boudin…, parodiant la chanson Le Boudin, marche officielle de la Légion étrangère en France ;
  - Traîne pas légionnaire, prends ton pilum à la main mon cousin, nous partons en guerre contre les Germains…, parodiant la chanson paillarde Le grand défilé ;
  - Les voyez-vous, les cohortes, les légions, la garde…, parodiant la chanson Le rêve passe d'Armand Foucher ;
  - Quand Mamelon vient nous servir à boire…, parodiant la chanson Quand Madelon... de Bach ;
  - C'est nous les braves Romains qui arrivons de loin…, parodiant la chanson Le Chant des Africains, de Félix Boyer ;
  - Allobroges vaillants, dans nos vertes campagnes…, parodiant la chanson Les Allobroges, hymne de la Savoie ;
  - Fiers enfants de la Romaine…, parodiant la chanson Régiment de Sambre-et-Meuse, hymne de l'armée de Sambre-et-Meuse.
- 'Appelle-toi Ba'ba'a il pleuvait sans cesse su' B'ivates…, chanté par le pirate Baba, parodiant la chanson Barbara de Jacques Prévert.

### Citations latines
- Signa inferre ! Praege ! Concursu ! Ad gladios ! Infestis pilis ! (En avant [les insignes] ! Marche ! Pas de charge ! Aux armes ! En joue !) : ordres donnés par Julius Épinedecactus à ses légionnaires.
- Quod erat demonstrandum (Ce qu'il fallait démontrer) : phrase prononcée par un légionnaire romain.
- Argumentum baculinum (L'argument du bâton) : phrase prononcée par le même légionnaire romain.
- Non licet omnibus adire Brivatum (Il n'est pas donné à tout le monde d'aller à Brest) : phrase prononcée par le pirate Triple-Patte, parodiant le proverbe Non licet omnibus adire Corinthum : « Il n'est pas permis à tout le monde d'aller à Corinthe ».
- Tu quoque, fili : phrase prononcée par Jules César punissant Brutus.

## Tirage
L'album a été tiré à 1 700 000 exemplaires [réf. nécessaire].